# ATC C08 – Kalciumcsatorna-blokkolók
Az ATC C08 – Kalciumcsatorna-blokkolók a gyógyszerek anatómiai, gyógyászati és kémiai osztályozási rendszerének (ATC) egyik alcsoportja.
| ATC C   | Kardiovaszkuláris rendszer               |
| ------- | ---------------------------------------- |
| ATC C01 | Szívre ható szerek                       |
| ATC C02 | Vérnyomáscsökkentők                      |
| ATC C03 | Diuretikumok                             |
| ATC C04 | Perifériás értágítók                     |
| ATC C05 | Vazoprotektív szerek                     |
| ATC C07 | Béta-receptor-blokkolók                  |
| ATC C08 | Kalciumcsatorna-blokkolók                |
| ATC C09 | Renin-angiotenzin rendszerre ható szerek |
| ATC C10 | Szérum lipidszintet csökkentő szerek     |

## C08C 	Szelektív kalciumcsatorna-blokkolók főleg érhatással

### C08CA Dihidropiridin-származékok
| ATC     | Magyar                  | INN                     | Gyógyszerkönyv     |
| ------- | ----------------------- | ----------------------- | ------------------ |
| C08CA01 | Amlodipin               | Amlodipine              | Amlodipini besilas |
| C08CA02 | Felodipin               | Felodipine              | Felodipinum        |
| C08CA03 | Izradipin               | Isradipine              | Isradipinum        |
| C08CA04 | Nikardipin              | Nicardipine             |                    |
| C08CA05 | Nifedipin               | Nifedipine              | Nifedipinum        |
| C08CA06 | Nimodipin               | Nimodipine              | Nimodipinum        |
| C08CA07 | Niszoldipin             | Nisoldipine             |                    |
| C08CA08 | Nitrendipin             | Nitrendipine            | Nitrendipinum      |
| C08CA09 | Lacidipin               | Lacidipine              |                    |
| C08CA10 | Nilvadipin              | Nilvadipine             |                    |
| C08CA11 | Manidipin               | Manidipine              |                    |
| C08CA12 | Barnidipin              | Barnidipine             |                    |
| C08CA13 | Lercanidipin            | Lercanidipine           |                    |
| C08CA14 | Cilnidipin              | Cilnidipine             |                    |
| C08CA15 | Benidipin               | Benidipine              |                    |
| C08CA16 | Klevidipin              | Clevidipine             |                    |
| C08CA55 | Nifedipin kombinációban | Nifedipin kombinációban |                    |

### C08CX Egyéb szelektív kalciumcsatorna-blokkolók főleg vascularis hatással
| ATC     | Magyar     | INN        | Gyógyszerkönyv |
| ------- | ---------- | ---------- | -------------- |
| C08CX01 | Mibefradil | Mibefradil |                |

## C08D 	Szelektív kalciumcsatorna-blokkolók direkt szívhatásokkal

### C08DA Fenil-alkil-amin-származékok
| ATC     | Magyar                  | INN                     | Gyógyszerkönyv |
| ------- | ----------------------- | ----------------------- | -------------- |
| C08DA01 | Verapamil               | Verapamil               |                |
| C08DA02 | Gallopamil              | Gallopamil              |                |
| C08DA51 | Verapamil kombinációban | Verapamil kombinációban |                |

### C08DB Benzotiazepin-származékok
| ATC     | Magyar    | INN       | Gyógyszerkönyv            |
| ------- | --------- | --------- | ------------------------- |
| C08DB01 | Diltiazem | Diltiazem | Diltiazemi hydrochloridum |

## C08E Nem szelektív kalciumcsatorna-blokkolók

### C08EA 	Fenil-alkil-amin-származékok
| ATC     | Magyar   | INN       | Gyógyszerkönyv |
| ------- | -------- | --------- | -------------- |
| C08EA01 | Fendilin | Fendiline |                |
| C08EA02 | Bepridil | Bepridil  |                |

### C08EX Egyéb nem-szelektív kalciumcsatorna-blokkolók
| ATC     | Magyar     | INN         | Gyógyszerkönyv |
| ------- | ---------- | ----------- | -------------- |
| C08EX01 | Lidoflazin | Lidoflazine |                |
| C08EX02 | Perhexilin | Perhexiline |                |

## C08G Kalciumcsatorna-blokkolók és diuretikumok

### C08GA Kalciumcsatorna-blokkolók és diuretikumok
C08GA01 Nifedipin és diuretikumok
C08GA02 Amlodipin és diuretikumok